# Zuckerwarenfabrik (Berlin)

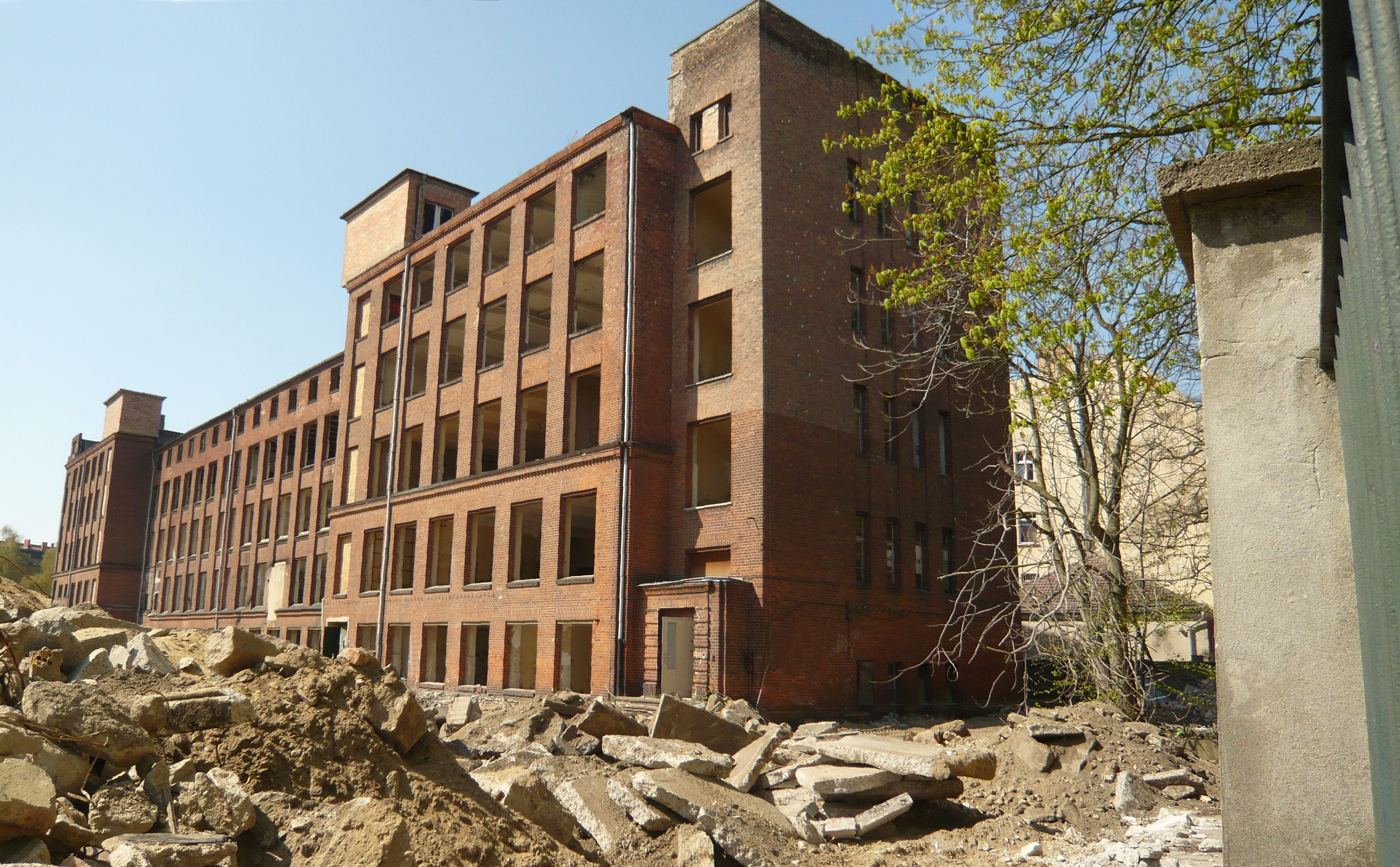
Hauptgebäude der früheren Zuckerfabrik während der Entkernung im Frühjahr 2010

Die ehemalige Zuckerwarenfabrik in der Konrad-Wolf-Straße im Berliner Bezirk Lichtenberg ist ein denkmalgeschütztes Fabrikgebäude vom Anfang des 20. Jahrhunderts. Nach der Wende und der Stilllegung der Produktion wurde sie an einen Investor verkauft, der den Backsteinkomplex unter Beachtung von Denkmalschutzauflagen zum Wohnhaus umbauen ließ.

## Lage und Baubeschreibung
Das historische Fabrikgebäude befindet sich auf einem rund 9000 Quadratmeter großen Grundstück, mit seiner Hauptfront parallel zur Straße. Das ursprünglich fünfgeschossige Backsteingebäude wurde durch den Umbau zu Beginn der 2000er Jahre auf sechs Stockwerke erhöht. Die mit großen Fensteröffnungen versehene Fassade trägt nur geringen Bauschmuck. Prägende Elemente sind die gut sichtbaren Pfeiler und der Mittelrisalit mit dem Haupttor, hinter dem sich im Inneren das Haupt-Treppenhaus befindet. Das Haupthaus trägt ein Mansarddach, die 1928 beidseitig angefügten Erweiterungsflügel Flachdächer.

## Baugeschichte
Im Jahr 1908 wurde das Gebäude nach Plänen des Friedenauer Baumeisters Karl Eitner im Auftrag des Süßwarenproduzenten Georg Lembke errichtet. Es trug die Adresse Berliner Straße 83/84. Bis 1928 ließ der Fabrikbesitzer mehrfach Erweiterungsbauten vornehmen, weil die Nachfrage nach den Zuckererzeugnissen stetig gestiegen war. Die Ergänzungen stammten von den Architekten Otto Besse, Joseph Fränkel und Karl Stodieck und umfassten Wirtschaftsgebäude. Die Fabrik hieß zu dieser Zeit Deutsch-Amerikanische Zuckerwarenfabrik GmbH. Lembke wohnte in einem benachbarten Haus (Nummer 85), das auch Platz für weitere Mitbewohner bot.
Nach dem Zweiten Weltkrieg wurde der Fabrikant enteignet, die Immobilie ging in die Verwaltung der Stadt Berlin über. Der Magistrat siedelte dort zu DDR-Zeiten bis 1963 den VEB Pralina Schokoladenerzeugnisse an.
Ab Mitte der 1960er Jahre erfolgte eine vollständige Produktionsumstellung, das Werk wurde zum Hersteller von Eisenbahnsignaltechnik (bis zur Werkschließung 1992). Seitdem stand die Fabrik, die sich zu diesem Zeitpunkt im Besitz einer US-amerikanischen Erbengemeinschaft befand, leer. Obwohl mehrere Investoren dort vor allem Gewerbe ansiedeln wollten, wurde 18 Jahre lang keiner dieser Pläne verwirklicht. Gründe dafür waren neben abweichenden Preisvorstellungen von Eigentümern und Investoren auch Bedenken des zuständigen Bezirksamts, das von Einzelhandelsniederlassungen eine zu große Konkurrenz für bestehende Unternehmen befürchtete und in vielen Konzepten, die nur das Freigelände des ursprünglich rund zwei Hektar großen Grundstücks nutzen sollten, eine Perspektive für den Altbau vermisste. Der lange Leerstand führte in Verbindung mit Vandalismus zu erheblichen Schäden. Der Dachstuhl wurde fast vollständig morsch. Die Bausubstanz der Grundwände und Decken blieb jedoch weitgehend stabil.
Im Jahr 2009 kauften die Projektentwickler Arndt Ulrich und Lutz Lakomski, die in diesem Fall selbst als Investoren auftraten und mit der Berliner Moritz Gruppe einen weiteren Projektentwickler beauftragten, das Gelände für rund drei Millionen Euro aus Eigenkapital. Sie ließen unter der Leitung der eigens gegründeten Gesellschaft Wohnen in der ehemaligen Zuckerwarenfabrik Berlin GmbH zwischen Oktober 2010 und 2011 in das historische Fabrikgebäudes 70 hochpreisige Geschosswohnungen für Kapitalanleger und Selbstnutzer einrichten, die Grundflächen zwischen 41 und 135 Quadratmeter aufweisen.
Wesentliche von außen sichtbare Veränderungen waren der Aufbau eines Staffelgeschosses auf dem Dach und das Anbringen von Balkonen an der Straßenfront der Seitenflügel. An den Wohnräumen wurde das Format der Fensteröffnungen beibehalten, jedoch vollflächige statt der ursprünglichen Sprossenfenster eingebaut. Die Sprossengliederung findet sich jedoch an den Fenstern der Treppenhäuser wieder. Eine historische Außenmauer wurde in einem Abschnitt erneuert und durch einen Zaun ergänzt. Im Inneren wurde das Gebäude weitgehend entkernt und eine neue Raumaufteilung durch Trockenbauwände vorgenommen. Putzarbeiten legten zum Teil zuvor verputzte Backsteinwände im Inneren frei, während an anderen Stellen Putz neu aufgebracht wurde. Neben Haustechnik und Versorgungsleitungen erfolgte der Einbau von vier Aufzügen. Die Projektentwicklung des gesamten Areals sowie der Umbau des Altbaus kostete rund 25 Millionen Euro.

## Im Umfeld des Fabrikgebäudes
Den Rest des weiträumigen Geländes verkauften die neuen Eigentümer an mehrere andere Investoren. Von Herbst 2010 an entstanden auf der Rückseite (an der Mittelstraße) 15 Stadthäuser, auf Basis eines Entwurfs des Architekten Bernd Faskel und im Auftrag der Concepta GmbH. Die Stadthäuser sind in vier verschiedene Haustypen unterteilt, deren Wohnfläche zwischen 134 und 177 m² variiert; sie bilden einen Reihenhauskomplex. Zum Fabrikgebäude hin wird ein begrünter Innenhof angelegt. Der Rest des ehemaligen Fabrikgeländes ist mit einem Passivhaus mit elf (Ticoncept) und einem weiteren Wohnhaus mit 16 Geschosswohnungen belegt. Außerdem baute der Entwickler Townscape One bis 2016 fünf Gebäude, die er an die städtische Baugesellschaft Howoge verkaufte. Diese drei Stadtvillen und zwei Riegel-Bebauungen entlang der Konrad-Wolf-Straße entstanden nach Plänen eines Berliner Architekturbüros und enthalten 157 Wohneinheiten. Insgesamt soll das ehemalige Fabrikgelände rund 270 Wohneinheiten umfassen, die unter dem Namen „Schokostücke“ vermarktet werden.